# Wim de Veen
Wim de Veen (Hoensbroek, 1922 - Nijmegen, 21 november 2012) was een Nederlands mijnwerker, maar werd bekend als amateurbioloog.
Hij was circa dertig jaar werkzaam in de Staatsmijn Emma, na uitsluitend een lagere school te hebben doorlopen; hij moest al thuis werken op de boerderij in Thull.
Al op jonge leeftijd openbaarde zich zijn liefde voor de natuur; hij was op zijn vijftiende al vogelaar, zeker toen de familie in Thull kwam te wonen. Tijdens zijn arbeidsjaren bleef hij op zoek naar de natuur, bijvoorbeeld in het Nationaal Park De Groote Peel. Zijn vogelkennis breidde hij ook met natuurkennis in het algemeen, alles op autodidactische basis. Hij liet zich inschakelen door allerlei werk- en adviesgroepen binnen zijn provincie Limburg. Hij adviseerde niet alleen, maar protesteerde ook dikwijls als er grote ingrepen in de natuur werd gekozen, zoal rechttrekken van stromen en ontwatering van moerassen. Een succes behaalde hij met het aanpassen van de Jachtwet; hij was uiteraard lid van de Vogelbescherming.

## Eerbetonen
De Veen ontving de Zilveren Anjer (1983), de Dr. Cremerspenning van Natuurhistorisch Genootschap Limburg (1997) en de Gouden Lepelaar.van de Vogelbescherming.